# Asarah
Asarah fue un antiguo rey asirio. Aparece como el decimoquinto entre los "diecisiete reyes que vivían en tiendas de campaña" en las Crónicas de Mesopotamia. De acuerdo con dichas crónicas, Asarah fue precedido por Belu y sucedido por Ushpia. Casi nada se sabe sobre el reinado de Asarah.
| Predecesor: Belu | Rey de Asiria fl. c. 2231 a. C. — fl. c. 2218 a. C. | Sucesor: Ushpia |